# Ансамбль «Браво» (альбом)
Ансамбль «Браво» — дебютный виниловый и третий порядковый альбом группы «Браво», выпущенный в 1987 году фирмой «Мелодия». Солистка — Жанна Агузарова. Тираж пластинки составил 5 млн экземпляров.
Песни, вошедшие в альбом, ранее записывались группой в период с 1983 по 1985 год и ходили по стране самиздатом в неудовлетворительном качестве. По словам Евгения Хавтана, огромную роль в выходе альбома сыграла Алла Пугачёва. После выхода пластинки группой заинтересовались в Финляндии, и вскоре альбом (с лучшим мастерингом) был переиздан под названием Bravo фирмой «Polarvox».
В 2010 году альбом занял 22-е место в списке «50 лучших русских альбомов всех времён», составленном журналом «Афиша» по итогам опроса молодых российских музыкантов. В 2014 году радиостанция «Серебряный дождь» включила альбом в перечень «50 культовых пластинок фирмы „Мелодия“». Редакция «Афиша Daily» в ретроспективном обзоре творчества группы назвала альбом «сокровищем советского рока» и «квинтэссенцией советской новой волны в её наиболее оптимистичном изводе».

## Список композиций
Сторона А
1. «Открытие» Авторы: Е.Хавтан, Ж.Агузарова
2. «Жёлтые ботинки» Авторы: Е.Хавтан, Ж.Агузарова
3. «Звёздный кaталог» Авторы: Е.Хавтан, А.Тарковский
4. «Розы» Авторы: Е.Хавтан, В.Степанцов
5. «Верю я» Авторы: С.Бритченков, И.Сукачёв

Сторона Б
1. «Синеглазый мальчик» Авторы: Е.Хавтан, В.Степанцов
2. «Медицинский институт» Авторы: Е.Хавтан, С.Чёрный
3. «Старый отель» Авторы: Е.Хавтан, К. Кавалерьян
4. «Кошки» Авторы: Е.Хавтан, У.Дж. Смит (перевод Юнны Мориц, но, по более точным данным — Борис Владимирович Заходер)
5. «Ленинградский рок-н-ролл» Авторы: Е.Хавтан, Ж.Агузарова

В рамках переиздания альбомов «Браво» для iTunes, материал альбома был дополнен 6 бонусами — миньоном «Группа „Браво“» в полном объёме, а также композициями «Молодость» и «Зачем родился ты» в студийном варианте. При расширенном переиздании альбома на CD в 2016 году Союз Мьюзик использовал ремастированные фонограммы финского издания Bravo, но с оформлением, воспроизводящим на лицевой стороне обложки оформление "мелодиевского" диска, а на оборотной - дизайн и логотип с тыльной стороны конверта финского диска.
Бонус-треки
1. «Как быть?» Авторы: Е.Хавтан, Ж.Агузарова
2. «В чём дело?» Авторы: Е.Хавтан, Ж.Агузарова
3. «Чудесная страна» Авторы: Е.Хавтан, Ж.Агузарова
4. «Будь со мной» Авторы: Е.Хавтан, Ж.Агузарова
5. «Молодость» Авторы: Е.Хавтан, Г.Аполлинер
6. «Зачем родился ты» Авторы: Е.Хавтан, А.Понизовский

## Участники записи
- Жанна Агузарова — вокал.
- Евгений Хавтан — гитара.
- Павел Кузин — ударные, электронные ударные.
- Фёдор Пономарёв — саксофон, клавишные.
- Тимур Муртузаев — бас-гитара.
- Андрей Ветр — звукорежиссер
- Александр Кутиков — звукорежиссер
- Иван Йотко — редактор

## Дополнительные факты
На конверте и этикетке грампластинки фирмы «Мелодия» переводчиком текста песни «Кошки» ошибочно указана Юнна Мориц вместо Бориса Заходера.
Художник обложки — В. Фишкин, фотограф — А. Безукладников.